# Gyrosmilia interrupta
Gyrosmilia interrupta är en korallart som först beskrevs av Ehrenberg 1834.  Gyrosmilia interrupta ingår i släktet Gyrosmilia och familjen Meandrinidae. IUCN kategoriserar arten globalt som livskraftig.
Artens utbredningsområde är Röda havet. Inga underarter finns listade i Catalogue of Life.